# Zoom (album, ELO)
Zoom je dvanajsti studijski album britanske rock skupine Electric Light Orchestra (ELO), ki je izšel junija 2001 pri založbi Epic Records. To je bil prvi album ELO po albumu Balance of Power, ki je izšel leta 1986.

## Snemanje
Večino albuma je posnel Jeff Lynne, med gostujočimi glasbeniki pa sta se znašla tudi George Harrison in Ringo Starr. To je bil eden zadnjih Harrisonovih snemanj pred njegovo smrtjo. Edini drugi član skupine, ki se je pojavil na albumu, Richard Tandy, je sodeloval pri snemanju ene skladbe ter na promocijskih koncertih.

## Izdaja
To je bil prvi album skupine z novim materialom po albumu Balance of Power, ki je izšel leta 1986. Čeprav je bil album oglaševan kot vrnitev klasičnega zvoka ELO, je bil album slabo prodajan, načrtovana Severnoameriška turneja pa je bila odpovedana. Po izdaji je album dosegel 34. mesto britanske lestvice albumov. V ZDA je album debitiral na 94. mestu lestvice Billboard 200, 14. mesto lestvice Billboard Top Internet Albums, s prodanimi 18.000 izvodi v ZDA. Do oktobra 2015 je bilo v ZDA prodanih 87.000 izvodov albuma.
Album se je uvrstil na 51. mesto avstrijske lestvice Ö3 Austria Top 40 Longplay in na 16. mesto nemške lestvice Media Control. Single »Alright« je dosegel 87. mesto nizozemske lestvice Dutch Top 40.
Remasterizirana verzija je izšla pri založbi Frontiers Records 19. aprila 2013 v Združenem kraljestvu, 23. aprila v ZDA in je vsebovala dve prej neizdani bonus skladbi. Ena je bila posneta na koncertu Zoom Tour Live. »Long Black Road« je bila skupaj s »10538 Overture« del soundtracka za film American Hustle, ki je izšel leta 2013.

## Seznam skladb
Vse pesmi je napisal in uglasbil Jeff Lynne.
| Št. | Naslov                       | Dolžina |
| --- | ---------------------------- | ------- |
| 1.  | „Alright‟                    | 3:13    |
| 2.  | „Moment in Paradise‟         | 3:36    |
| 3.  | „State of Mind‟              | 3:04    |
| 4.  | „Just for Love‟              | 3:40    |
| 5.  | „Stranger on a Quiet Street‟ | 3:41    |
| 6.  | „In My Own Time‟             | 3:03    |
| 7.  | „Easy Money‟                 | 2:50    |
| 8.  | „It Really Doesn't Matter‟   | 3:20    |
| 9.  | „Ordinary Dream‟             | 3:23    |
| 10. | „A Long Time Gone‟           | 3:15    |
| 11. | „Melting in the Sun‟         | 3:10    |
| 12. | „All She Wanted‟             | 3:14    |
| 13. | „Lonesome Lullaby‟           | 4:02    |

| Japonska bonus skladba | Japonska bonus skladba | Japonska bonus skladba |
| Št.                    | Naslov                 | Dolžina                |
| ---------------------- | ---------------------- | ---------------------- |
| 14.                    | „Long Black Road‟      | 3:22                   |

| Bonus skladbi z remasterizirane verzije 2013 | Bonus skladbi z remasterizirane verzije 2013        | Bonus skladbi z remasterizirane verzije 2013 |
| Št.                                          | Naslov                                              | Dolžina                                      |
| -------------------------------------------- | --------------------------------------------------- | -------------------------------------------- |
| 14.                                          | „One Day‟ (posneta 2004; prej neizdana)             | 3:04                                         |
| 15.                                          | „Turn to Stone‟ (v živo, CBS Television City, 2001) | 3:40                                         |

| Japonske bonus skladbe 2013 | Japonske bonus skladbe 2013                 | Japonske bonus skladbe 2013 |
| Št.                         | Naslov                                      | Dolžina                     |
| --------------------------- | ------------------------------------------- | --------------------------- |
| 14.                         | „One Day‟ (posneta 2004; prej neizdana)     | 3:04                        |
| 15.                         | „Do Ya‟ (v živo, CBS Television City, 2001) | 3:48                        |
| 16.                         | „Lucky Motel‟ (prej neizdana)               | 2:11                        |

## Osebje
- Jeff Lynne – vokali, spremljevalni vokali, električne kitare, bas, klaviature, čelo, bobni

Gostje
- Richard Tandy – klaviature (1)
- George Harrison – slide kitara (10, 12)
- Ringo Starr – bobni (2, 7)
- Marc Mann – ritem kitara (2), godalni aranžmaji (6, 11)
- Suzie Katayama – čelo (4, 5, 12)
- Roger Lebow – čelo (13)
- Dave Boruff – saksofon (10)
- Laura Lynne – spremljevalni vokali (12)
- Rosie Vela – spremljevalni vokali (1, 12), govor in step (6)
- Kris Wilkinson – godalni aranžmaji (9)

## Lestvice
| Lestvica (2001)                       | Najvišja uvrstitev |
| ------------------------------------- | ------------------ |
| Avstrija (Ö3 Austria)                 | 51                 |
| Belgija (Ultratop Wallonia)           | 37                 |
| Japonska                              | 36                 |
| Nemčija (Offizielle Top 100)          | 16                 |
| Nizozemska (MegaCharts)               | 46                 |
| Norveška (VG-lista)                   | 18                 |
| Švedska (Sverigetopplistan)           | 35                 |
| Švica (Schweizer Hitparade)           | 26                 |
| ZDA (Billboard 200)                   | 94                 |
| ZDA (Top Internet Albums) (Billboard) | 14                 |
| Združeno kraljestvo (OCC)             | 34                 |